# 札幌市デジタル創造プラザ
札幌市デジタル創造プラザ（さっぽろしデジタルそうぞうプラザ）は、旧名称で現在は存在しない。

## 概要
札幌市デジタル創造プラザ（さっぽろしデジタルそうぞうプラザ）は、2013年4月より札幌市産業振興センター内に活動拠点を移し、クリエイティブ産業を支援する「インタークロス・クリエイティブ・センター」（Inter×cross Creative Center）通称ICC（以下「ICCという。」）に名称を変更。2023年3月までさっぽろ産業振興財団が運営していた。現在ICCの名称は存在しない。2023年4月より、１Fに位置するコワーキング利用に活用できる多目的スペース「ICCクロスガーデン」は、名称を「Sapporo Business HUB」に変更し、これまでの利用対象だったクリエイティブ産業に関わる方から、幅広くビジネスに関わる方に対象を拡張した。また、同財団では引き続きクリエイティブ産業に関する補助金事業などの支援をクリエイティブ産業振興課で行っている。

## 沿革
豊平区にあった「札幌市教育研究所」が使用していたビルを改装し、2001年（平成13年）に設置した。翌年には札幌テクノパークの「札幌市エレクトロニクスセンター」内にあった「デジタル工房」が移転している。当初は知的財産権（IP）ビジネスを主軸としたコンテンツ制作が新たな産業になると仮定し、ユニークなアイデアを持つ様々な分野のクリエイターを輩出・育成してきた。2008年（平成20年）には札幌国際プラザのフィルムコミッション課が移転している。2013年（平成25年）に札幌コミュニケーションパークSORAにある「札幌市産業振興センター」内に移転しており、クリエイターと企業が有機的なネットワーク構築によってプロジェクトを輩出することが必要不可欠であると仮定し、プロジェクトのスタートアップ支援や創造的プロジェクトのためのワークショップ・コンテンツ産業に関するシンポジウムなどを開催しながら、新たなプロジェクト誕生を目指していた。

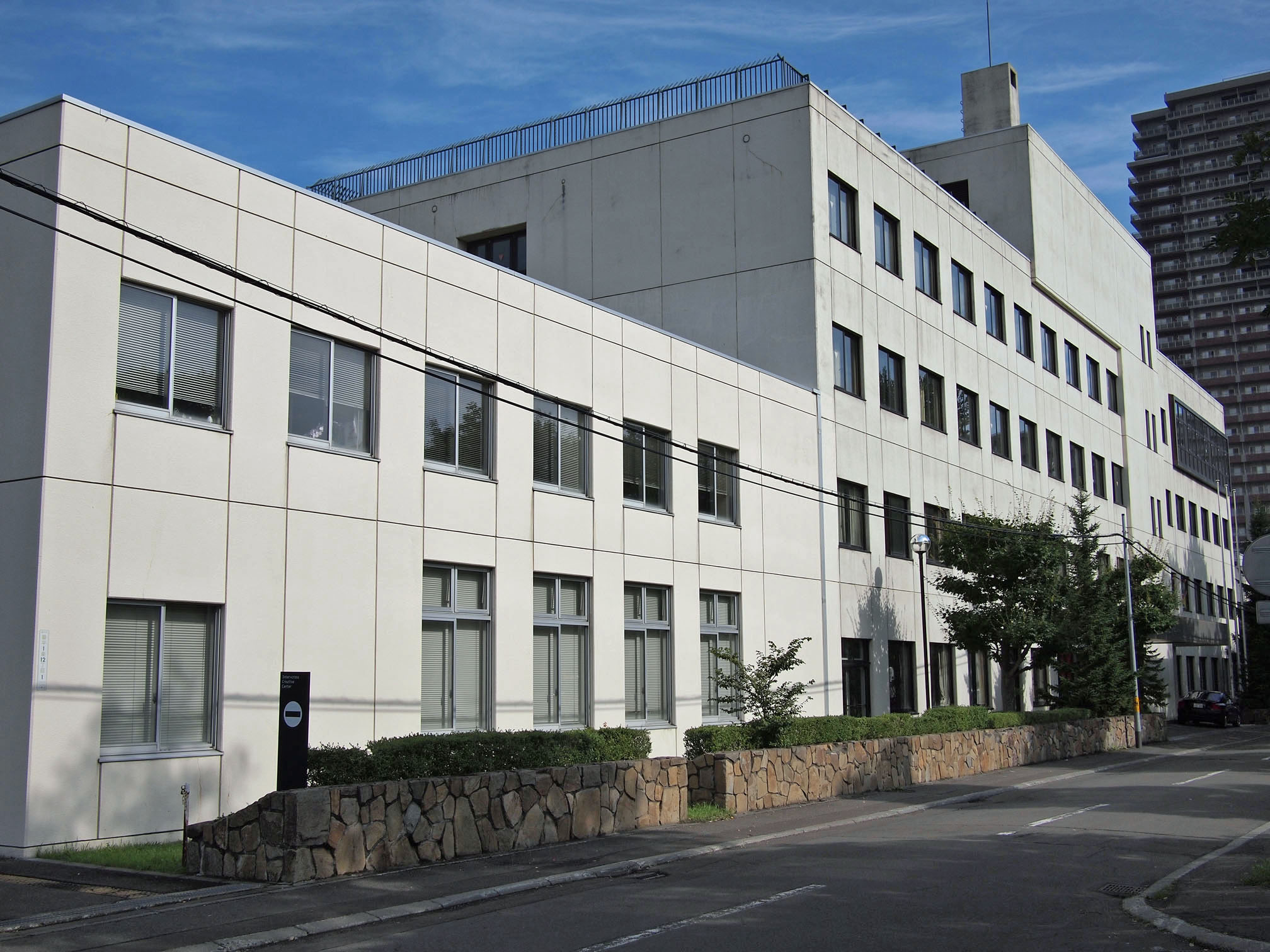
移転前の札幌市デジタル創造プラザ（旧札幌市教育研究所）（2011年9月）

## アクセス
札幌市産業振興センター内にあり、札幌コンベンションセンターとラソラ札幌の間に位置している。
- 札幌市営地下鉄東西線東札幌駅から徒歩約7分
- ジェイ・アール北海道バス空知線「札幌コンベンションセンター」バス停下車